# Sowjetischer Fußballpokal 1953
Der Sowjetische Fußballpokal 1953 war die 14. Austragung des sowjetischen Pokalwettbewerbs der Männer.
Pokalsieger wurde Dynamo Moskau. Das Team setzte sich im Finale gegen Zenit Kuibyschew durch. Titelverteidiger Torpedo Moskau war im Viertelfinale gegen den späteren Finalisten ausgeschieden.

## Teilnehmende Teams
| Klass A (11) | Klass B (27) | Klass B (27) | Pokalsieger Teilrepubliken (18) |
| --- | --- | --- | --- |
| - Dynamo Moskau - Lokomotive Moskau - Spartak Moskau - Torpedo Moskau - Dynamo Leningrad - Dynamo Kiew - Dinamo Tiflis - Zenit Kuibyschew - Lokomotive Charkow - Spartak Vilnius - Zenit Leningrad | - Awangard Swerdlowsk - Awangard Tscheljabinsk - Burewestnik Kischinjow - Chimik Moskau - Daugava Riga - Dinamo Alma-Ata - Dinamo Jerewan - Dinamo Minsk - Iskra Frunse - Gornjak Leninabad - Krasnoje snamja Iwanowo - Krasnaja Swesda Petrosawodsk - Krylja Sowetow Molotov - Metallurg Dnjepropetrowsk | - Metallurg Saporoschje - Metallurg Odessa - Neftjanik Baku - Schachtjor Stalino - Spartak Aschchabat - Spartak Kalinin - Spartak Taschkent - Spartak Tiflis - JK Tallinna Kalev - Torpedo Gorki - Torpedo Rostow - Torpedo Stalingrad - Zenit Moskau | - Chimik Kirowakan (SSR Armenien) - Dinamo Baku (SSR Aserbaidschan) - Spartak Minsk (SSR Belarus) - Dünamo Tallinn (SSR Estland) - Dinamo Kutaissi (SSR Georgien) - Dynamo Petrosawodsk (SSR Karelo-Finnland) - Dynamo Schymkent (SSR Kasachstan) 1 - Dinamo Frunse (SSR Kirgisien) 1 - Sarkanais Liepāja (SSR Lettland) - Lima Kaunas (SSR Litauen) - Dinamo Kischinjow (SSR Moldawien) - Trud Wladimir (SFSR Russland) - Dinamo Stalinabad (SSR Tadschikistan) - Lokomotive Merw (SSR Turkmenistan) - Torpedo Kirowograd (SSR Ukraine) - Chimik Tschirtschik (SSR Usbekistan) - Dynamo-II Leningrad (Leningrad (Stadt)) - Dynamo-II Moskau (Moskau (Stadt)) |

## 1. Runde
| Datum      |                        | Ergebnis  |                              |
| ---------- | ---------------------- | --------- | ---------------------------- |
| 23.08.1953 | Spartak Taschkent      | 1:0       | Spartak Tiflis               |
| 30.08.1953 | Torpedo Kirowograd     | 1:2       | Awangard Swerdlowsk          |
| 30.08.1953 | Trud Wladimir          | 1:2 n. V. | Dinamo Alma-Ata              |
| 30.08.1953 | Dinamo Kutaissi        | 1:0       | Torpedo Gorki                |
| 30.08.1953 | Zenit Moskau           | 0:1       | Torpedo Stalingrad           |
| 03.09.1953 | Dynamo Schymkent       | 1:4       | Metallurg Saporoschje        |
| 04.09.1953 | Dünamo Tallinn         | 1:2       | Chimik Moskau                |
| 04.09.1953 | Spartak Aschchabat     | 4:1       | Metallurg Odessa             |
| 05.09.1953 | Dynamo-II Leningrad    | 3:1       | JK Tallinna Kalev            |
| 06.09.1953 | Burewestnik Kischinjow | 2+:- 2    | Dinamo Minsk                 |
| 06.09.1953 | Sarkanais Liepāja      | 3:0       | Krylja Sowetow Molotow       |
| 06.09.1953 | Chimik Kirowakan       | 1:0       | Spartak Kalinin              |
| 06.09.1953 | Dinamo Frunse          | 2+:- 2    | Krasnoje snamja Iwanowo      |
| 06.09.1953 | Neftjanik Baku         | 4:2       | Krasnaja Swesda Petrosawodsk |

## 2. Runde
| Datum      |                        | Ergebnis  |                           |
| ---------- | ---------------------- | --------- | ------------------------- |
| 06.09.1953 | Dinamo Stalinabad      | 3:3 n. V. | Awangard Tscheljabinsk    |
| 23.08.1953 | Spartak Minsk          | 1:2       | Iskra Frunse              |
| 23.08.1953 | Lima Kaunas            | 0:4       | Metallurg Dnjepropetrowsk |
| 24.08.1953 | Dynamo-II Moskau       | 1:0       | Dynamo Petrosawodsk       |
| 24.08.1953 | Lokomotive Merw        | 0:9       | Schachtar Stalino         |
| 28.08.1953 | Dinamo Baku            | 2:5       | Torpedo Rostow            |
| 06.09.1953 | Chimik Tschirtschik    | 0:3       | Daugava Riga              |
| 06.09.1953 | Gornjak Leninabad      | 3+:- 3    | Awangard Swerdlowsk       |
| 07.09.1953 | Spartak Taschkent      | 0:0 n. V. | Dinamo Kutaissi           |
| 10.09.1953 | Dinamo Kischinjow      | 1:1 n. V. | Dinamo Alma-Ata           |
| 12.09.1953 | Burewestnik Kischinjow | 3:0       | Dynamo-II Leningrad       |
| 12.09.1953 | Neftjanik Baku         | 1:1 n. V. | Chimik Moskau             |
| 13.09.1953 | Metallurg Saporoschje  | 8:3       | Chimik Kirowakan          |
| 13.09.1953 | Spartak Aschchabat     | 2:1       | Sarkanais Liepāja         |
| 13.09.1953 | Torpedo Stalingrad     | 3+:- 3    | Dinamo Frunse             |
|            | Dinamo Jerewan         | Freilos   |                           |

### Wiederholungsspiele
| Datum      |                   | Ergebnis |                        |
| ---------- | ----------------- | -------- | ---------------------- |
| 07.09.1953 | Dinamo Stalinabad | 1:3      | Awangard Tscheljabinsk |
| 08.09.1953 | Spartak Taschkent | 4:2      | Dinamo Kutaissi        |
| 11.09.1953 | Dinamo Kischinjow | 0:1      | Dinamo Alma-Ata        |
| 13.09.1953 | Neftjanik Baku    | 4:1      | Chimik Moskau          |

## 3. Runde
| Datum      |                           | Ergebnis |                    |
| ---------- | ------------------------- | -------- | ------------------ |
| 30.08.1953 | Schachtjor Stalino        | 1:0      | Dynamo-II Moskau   |
| 06.09.1953 | Metallurg Dnjepropetrowsk | 1:0      | Torpedo Rostow     |
| 10.09.1953 | Iskra Frunse              | 0:2      | Daugava Riga       |
| 12.09.1953 | Awangard Tscheljabinsk    | 4+:- 4   | Dinamo Jerewan     |
| 15.09.1953 | Burewestnik Kischinjow    | 0:1      | Dinamo Alma-Ata    |
| 16.09.1953 | Spartak Aschchabat        | 1:0      | Spartak Taschkent  |
| 18.09.1953 | Metallurg Saporoschje     | 4:1      | Torpedo Stalingrad |
| 18.09.1953 | Gornjak Leninabad         | 8:4      | Neftjanik Baku     |

## 4. Runde
| Datum      |                       | Ergebnis |                           |
| ---------- | --------------------- | -------- | ------------------------- |
| 17.09.1953 | Daugava Riga          | 5:1      | Metallurg Dnjepropetrowsk |
| 18.09.1953 | Schachtjor Stalino    | 5+:- 5   | Awangard Tscheljabinsk    |
| 23.09.1953 | Dinamo Alma-Ata       | 6:2      | Gornjak Leninabad         |
| 23.09.1953 | Metallurg Saporoschje | 6:2      | Spartak Aschchabat        |

## Achtelfinale
Die elf Erstligisten stiegen in dieser Runde ein.
| Datum      |                    | Ergebnis  |                       |
| ---------- | ------------------ | --------- | --------------------- |
| 18.09.1953 | Torpedo Moskau     | 3:1       | Zenit Leningrad       |
| 21.09.1953 | Dynamo Moskau      | 2:2 n. V. | Dynamo Leningrad      |
| 22.09.1953 | Lokomotive Moskau  | 1:0       | Lokomotive Charkow    |
| 24.09.1953 | Daugava Riga       | 0:0 n. V. | Spartak Vilnius       |
| 26.09.1953 | Spartak Moskau     | 5:0       | Metallurg Saporoschje |
| 18.09.1953 | Dinamo Tiflis      | 4:0       | Dynamo Kiew           |
| 18.09.1953 | Schachtjor Stalino | 0:0 n. V. | Dinamo Alma-Ata       |
|            | Zenit Kuibyschew   | Freilos   |                       |

### Wiederholungsspiele
| Datum      |                    | Ergebnis |                  |
| ---------- | ------------------ | -------- | ---------------- |
| 22.09.1953 | Dynamo Moskau      | 3:0      | Dynamo Leningrad |
| 25.09.1953 | Daugava Riga       | 1:0      | Spartak Vilnius  |
| 29.09.1953 | Schachtjor Stalino | 2:0      | Dinamo Alma-Ata  |

## Viertelfinale
| Datum      |                    | Ergebnis  |                  |
| ---------- | ------------------ | --------- | ---------------- |
| 23.09.1953 | Torpedo Moskau     | 0:1       | Zenit Kuibyschew |
| 01.10.1953 | Dynamo Moskau      | 1:0       | Dinamo Tiflis    |
| 02.10.1953 | Schachtjor Stalino | 2:1       | Daugava Riga     |
| 03.10.1953 | Lokomotive Moskau  | 1:0 n. V. | Spartak Moskau   |

## Halbfinale
| Datum      |                   | Ergebnis |                    |
| ---------- | ----------------- | -------- | ------------------ |
| 05.10.1953 | Dynamo Moskau     | 1:0      | Schachtjor Stalino |
| 06.10.1953 | Lokomotive Moskau | 0:2      | Zenit Kuibyschew   |

## Finale
| Paarung          | Dynamo Moskau – Zenit Kuibyschew |
| Ergebnis         | 1:0 (1:0) |
| Datum            | 10. Oktober 1953 |
| Stadion          | Dynamo-Stadion, Moskau |
| Zuschauer        | 65.000 |
| Schiedsrichter   | Nestor Tschchataraschwili |
| Tore             | 1:0 Sergei Salnikow (7.) |
| Dynamo Moskau    | Lew Jaschin (58. Wladimir Beljajew) – Anatoli Rodionow, Konstantin Krischewski – Boris Kusnezow, Alexei Wodjagin, Jewgeni Bajkow – Wladimir Ryschkin, Konstantin Beskow, Wladimir Sawdunin, Sergei Salnikow (70. Wladimir Iljin), Wladimit Schabrow Cheftrainer: Michail Jakuschin |
| Zenit Kuibyschew | Wladimir Kornilow – Alexander Skorochow, Igor Gawrilow – Iwan Schirjajew, Wiktor Karpow , Wiktor Kirsch – Wiktor Browkin, Wiktor Woroschilow, Alexander Gulewski, Boris Saprjagajew (70. Wadim Redkin), Fjodor Nowikow Cheftrainer: Pjotr Burmistrow                               |